# Arabische dwergooruil
De Arabische dwergooruil (Otus pamelae) is een kleine uil uit de familie van de Strigidae (uilen) die voorkomt op het Arabisch schiereiland.

## Taxonomie
De soort werd in 1937 door George Latimer Bates beschreven op grond van materiaal uit de collectie van het Natural History Museum als ondersoort van de Afrikaanse dwergooruil: Otus senegalensis pamelae. De naam is een eerbetoon aan de bibliothecaresse Pamela Lovibond. Op grond van in 2013 gepubliceerd onderzoek kan dit taxon als aparte soort worden beschouwd.

## Kenmerken
Deze dwergooruil is gemiddeld 18 cm lang en lijkt sterk op de Afrikaanse dwergooruil. De vogel is meer zandkleurig en het contrast tussen de basiskleur en de donkere markeringen is minder duidelijk dan bij de Afrikaanse soort. Ook de vleugels zijn langer.

## Verspreiding en leefgebied
De soort komt voor in het zuiden van Saoedi-Arabië, Oman en Jemen. Het leefgebied is rotsig, droog en heet woestijnlandschap of berggebied op hoogten tussen 0 en 3100 meter boven zeeniveau. De vogel wordt ook aangetroffen in stedelijk gebied. 

## Status
De grootte van de populatie wordt geschat op 60.000 volwassen vogels. Op de Rode lijst van de IUCN heeft deze soort de status niet bedreigd.